# Toegevoegde waarde (economie)
Toegevoegde waarde is het verschil tussen de marktwaarde van productie en de daarvoor ingekochte grondstoffen. Het is dus gelijk aan de omzet minus het aankoopbedrag (niet gelijk aan omzet minus de kosten, dit is winst). De toegevoegde waarde drukt de essentie van produceren uit, namelijk het toevoegen van waarde aan een goed. 
Deze grootheid wordt gebruikt om het binnenlands product van een land te berekenen: de waarde van de productie in bedrijven en bij de overheid.

## Definitie
Voor een bedrijf is het verschil tussen verkoop- en inkoopwaarde de toegevoegde waarde. Door een product te bewerken voegt de ondernemer waarde toe. Voor de bewerking van grondstoffen en halffabricaten heeft de ondernemer productiefactoren nodig zoals land, voor zijn fabriekshallen en opslag, kapitaal, denk aan machines en arbeid. Hiervoor betaalt de ondernemer pacht, huur, rente en loon. Als beloning voor de ondernemer resteert de winst.
Er wordt verder een onderscheid gemaakt tussen de bruto toegevoegde waarde en de netto toegevoegde waarde.

Tijdens het productieproces verbruiken bedrijven niet alleen grondstoffen die ze van anderen inkopen, maar ook eigen kapitaalgoederen zoals machines en gebouwen. Deze kapitaalgoederen verouderen en moeten na verloop van tijd vervangen worden. Deze waardevermindering is afschrijving. Ieder jaar leggen bedrijven een deel van de toegevoegde waarde opzij om na verloop van tijd kapitaalgoederen te kunnen vervangen. Het vervangen van kapitaalgoederen zijn vervangingsinvesteringen.
- De bruto toegevoegde waarde is de toegevoegde waarde inclusief de bedragen die opzij worden gezet voor vervangingsinvesteringen;
- De netto toegevoegde waarde is de toegevoegde waarde exclusief de bedragen die opzij worden gezet voor vervangingsinvesteringen

### Cijfervoorbeeld
De toegevoegde waarde kan via een eenvoudig rekenvoorbeeld geïllustreerd worden:
1. Een boer verbouwt graan, koopt daarvoor geen goederen in en verkoopt het graan aan een molenaar voor €75. Omdat de boer niets heeft aangekocht, is de toegevoegde waarde gelijk aan de waarde die aan het zaaigoed werd toegevoegd, namelijk €75.
2. De molenaar verwerkt het graan tot meel en verkoopt dat aan een bakker voor €225. De verkoopprijs van de molenaar is dus €225, maar de waarde die tijdens het productieproces aan het graan werd toegevoegd is €150. De molenaar kocht het graan immers voor €75.
3. De bakker maakt van het meel vervolgens brood, dat hij aan de supermarkt verkoopt voor €400. De toegevoegde waarde is dus €175.
4. De supermarkt verkoopt ten slotte het brood voor €500, waardoor de toegevoegde waarde €100 bedraagt.

De totale toegevoegde waarde van dit proces is dus €500  want €75 + €150 + €175 + €100 = €500.
| Transactie (in euro) | Boer | Molenaar | Bakker | Supermarkt | Totaal |
| -------------------- | ---- | -------- | ------ | ---------- | ------ |
| verkoop (= omzet)    | 75   | 225      | 400    | 500        | 1200   |
| inkoop               | 0    | 75       | 225    | 400        | 700    |
| toegevoegde waarde   | 75   | 150      | 175    | 100        | 500    |

## Voor een land
De toegevoegde waarde van een land wordt berekend door de toegevoegde waarde van alle ondernemingen bij elkaar op te tellen. Voor de overheid geldt een aparte regeling. De overheid verkoopt immers geen producten zoals een bedrijf en heeft dus geen omzet. De productiewaarde van de overheid is daarom gelijk gesteld aan de som van de ambtenarensalarissen. De som van alles is het bruto binnenlands product.